# Dibutylsulfat
Dibutylsulfat ist ein Schwefelsäureester, genauer der Diester der Schwefelsäure mit n-Butanol.

## Herstellung
Dibutylsulfatkann durch Umsetzung von Sulfurylchlorid mit n-Butanol gewonnen werden. Dibutylsulfat entsteht außerdem bei der Veresterung von Schwefelsäure mit Dicyclohexylcarbodiimid und überschüssigem n-Butanol.

## Reaktionen
Dibutylsulfat ist ein Alkylierungsmittel. In einer Friedel-Crafts-Alkylierung wird normalerweise eine Lewis-Säure wie Aluminiumchlorid sowie ein Alkylhalogenid als Alkylierungsmittel verwendet wird. Letzteres kann jedoch durch ein Dialkylsulfat ersetzt werden, beispielsweise Dibutylsulfat. So kann mit Dibutylsulfat Benzol alkyliert werden. Dibutylsulfat kann auch N-Methylpyrrolidin alkylieren, wodurch sich eine ionische Flüssigkeit ergibt. Das Gegenion ist dabei Butylsulfat.

## Toxizität
Dibutylsulfat ist ebenso wie andere Schwefelsäureester kurzkettiger Alkohole genotoxisch. Im Gegensatz zum Dimethylsulfat ist die Wirkung jedoch deutlich geringer.

## Externe Links zu erwähnten Verbindungen
1. ↑  Externe Identifikatoren von bzw. Datenbank-Links zu N-Methylpyrrolidin:  CAS-Nr.: 120-94-5, EG-Nr.: 204-438-5, ECHA-InfoCard: 100.004.035, GESTIS: 30370, PubChem: 8454, ChemSpider: 8143, Wikidata: Q24574865.